# Società Sportiva Vita Nova 1948-1949
Questa voce raccoglie le informazioni riguardanti la Società Sportiva Vita Nova nelle competizioni ufficiali della stagione 1948-1949.

## Rosa
| N. |                   | Ruolo | Calciatore    |
| -- | ----------------- | ----- | ------------- |
|    | Italia (bandiera) | P     | G. Belotti    |
|    | Italia (bandiera) | D     | G. Bernardi   |
|    | Italia (bandiera) | A     | A. Bianchi    |
|    | Italia (bandiera) | A     | G. Cagnoni    |
|    | Italia (bandiera) | A     | A. Canini     |
|    | Italia (bandiera) | A     | Dante Carrara |
|    | Italia (bandiera) | C     | L. Carrara    |

| N. |                   | Ruolo | Calciatore         |
| -- | ----------------- | ----- | ------------------ |
|    | Italia (bandiera) | A     | L. Colombi         |
|    | Italia (bandiera) | C     | L. Fosti           |
|    | Italia (bandiera) | C     | M. Fracassetti (I) |
|    | Italia (bandiera) | A     | A. Gatti           |
|    | Italia (bandiera) | C     | A. Mantecca        |
|    | Italia (bandiera) | A     | V. Rigamonti       |
|    | Italia (bandiera) | D     | M. Sirtoli         |